# وینی، استونی
وینی (به لاتین: Vinni) یک منطقهٔ مسکونی در استونی است که در دهستان وینی واقع شده‌است. وینی ۹۵۵ نفر جمعیت دارد.